# Белорусско-швейцарские отношения
Белорусско-швейцарские отношения — двусторонние отношения между Белоруссией и Швейцарией. Протокол об установлении дипломатических отношений между Республикой Беларусь и Швейцарской Конфедерацией подписан 10 февраля 1992 года.

## Дипломатические учреждения
Генеральное консульство Швейцарии в Минске открылось в 1996 году, позднее в июле 2007 года было преобразовано в отделение посольства Швейцарии в Варшаве.
В феврале 2010 года Президент Белоруссии Александр Лукашенко посетил Швейцарию с рабочим визитом.
Двусторонние контакты активизировались после отмены санкций Европейского союза против Белоруссии в феврале 2016 года. В 2017 году в Федеральном собрании Швейцарии была создана парламентская группа дружбы с Белоруссией. В феврале 2018 года председатель Палаты представителей Национального собрания Белоруссии Владимир Андрейченко в составе парламентской делегации посетил Швейцарию с официальным визитом. 28 августа 2018 года открылось почетное консульство Республики Беларусь в Лозанне .
Одним из почётных белорусских консулов в Швейцарии является швейцарский бизнесмен Герман Александр Бейелер.

## Открытие посольства в Минске
В 2019 году Швейцарию с официальным визитом посетил первый заместитель премьер-министра[кто?], председатель правления Национального банка Республики Беларусь Павел Каллаур. В мае 2019 года Федеральный совет Швейцарии принял решение об увеличении уровня дипломатического представительства в Белоруссии. 12 сентября того же года первый назначенный посол Швейцарии в Белоруссии Клод Альтерматт вручил верительные грамоты президенту Александру Лукашенко.
Посольство Швейцарии в Белоруссии открылось 13 февраля 2020 года. По этому поводу в Минске находилась делегация во главе с министром иностранных дел Швейцарии Иньяцио Кассисом.

## Экономическое сотрудничество
В Белоруссии зарегистрировано более 100 предприятий со швейцарским капиталом, самым известных из которых является ЗАО «Штадлер Минск», расположенное в Фаниполе с 2014 года и являющееся дочерним предприятием Stadler Rall и резидентом свободной экономической зоны «Минск». Оно производит продукцию железнодорожного машиностроения: поезда метро, трамваи и электропоезда.
В 2019 году товарооборот между странами увеличился на 44 %, составив в общей сложности 258,2 миллиона долларов. По итогам 2020 года двусторонний товарооборот составил 288,6 миллиона долларов. Основой белорусского экспорта в Швейцарию является продукция пищевой промышленности, машиностроения, химической промышленности, белорусский импорт из Швейцарии — высокотехнологичная продукция в лице промышленных станков, продукции приборо- и машиностроения.